# Krakatau Steel
Krakatau Steel ist ein indonesischer Staatsbetrieb im Metallurgiesektor. Das 1970 gegründete Unternehmen betreibt in der Stadt Cilegon im Kabupaten (Verwaltungsbezirk) von Serang in der Provinz Banten im Westen der Insel Java drei im Jahr 1977 eröffnete Werke für Kabel, Barren und Stahlprofile. 1983 nahm Krakatau Steel zudem eine Fabrik für die Produktion von Stahlplatten und ein Walzwerk in Betrieb. Zur Unternehmensgruppe gehören ein thermisches Elektrizitätswerk, ein Klärwerk für das Nutzwasser und der Hochseehafen von Cigading.
Im werkseigenen Stadion spielt trägt der aktuelle Zweitligist Cilegon United seine Spiele aus.